# David Sanborn
David William Sanborn (Tampa, 30 de julio de 1945-Tarrytown, 12 de mayo de 2024)  fue un músico estadounidense de jazz, saxofonista alto, aunque ocasionalmente también el saxo soprano. 
Es asociado principalmente con los estilos musicales de smooth jazz y pop-jazz fusion, con una mezcla de rock and roll y rhythm and blues. Publicó su primer álbum Taking Off en 1975, pero había estado tocando el saxofón desde niño, antes de ir al instituto.
Murió a causa de cáncer de próstata el 12 de mayo de 2024, en Tarrytown, New York.

## Biografía
Sanborn nació en Tampa, Florida y creció en Kirkwood, Misuri. Padeció polio a los tres años, y comenzó a tocar el saxofón con alrededor de 11 años por consejo de los médicos, para mejorar la respiración.
Aunque Sanborn es asociado con el estilo smooth jazz, ha  explorado las fronteras del free jazz en su juventud, estudiando con Roscoe Mitchell y Julius Hemphill. En 1992 volvió a este género cuando participó en el álbum de Tim Berne Diminutive Mysteries, dedicado a Hemphill.

## Colaboraciones
Ha sido un apreciado músico de sesión desde finales de la década de 1960. Ha tocado junto a bien conocidos artistas como Sting, Eric Clapton, Roger Daltrey, Stevie Wonder, Paul Simon, Jaco Pastorius, the Brecker Brothers, David Bowie, Bruce Springsteen, Little Feat, Bob James, James Taylor, Al Jarreau, George Benson, Joe Beck, Donny Hathaway, Elton John, Gil Evans, Carly Simon, Gurú, Linda Ronstadt, Billy Joel, Roger Waters, Steely Dan, Ween, The Eagles, Roxy Music, el grupo alemán Nena, y la estrella japonesa del pop Utada Hikaru.

### Trabajos para radio y televisión
Además de su actividad musical, Sanborn ha trabajado tanto en programas de radio como de televisión. Por ejemplo, desde finales de la década de 1980s, ha sido un invitado regular de la Paul Shaffer's Band, banda que musicaliza el programa nocturno de David Letterman. Entre 1988 y 1989, colaboró en el espectáculo nocturno de música de la cadena NBC conducido por Jools Holland.

## Premios y reconocimientos
Sanborn ha ganado numerosos premios, que incluyen varios Grammy por Voyeur (1982), Double Vision (1987) y el sencillo instrumental Close Up (1988).
En televisión, Sanborn es bien conocido por su solo de saxofón en el tema principal para el exitoso drama de la  NBC L.A. Law. También ha participado en música para películas, como Lethal Weapon y Scrooged.

## Discografía

### Álbumes
- Taking Off (1975)
- David Sanborn (1976)
- Promise Me to the Moon (1977)
- Heart to Heart (1978)
- Hideaway (1979)
- Voyeur (1980)
- As We Speak (1981)
- Backstreet (1982)
- Straight to the Heart (1984)
- Double Vision w, Bob James (1986)
- A Change of Heart (1987)
- Close Up (1988)
- Another Hand (1991)
- Upfront (1992)
- Heresay (1994)
- The Best of David Sanborn (1994)
- Pearls (1995)
- Love Songs (1995)
- Songs From the Night Before (1996)
- Inside (1999)
- The Essentials (2002)
- Time Again (2003)
- Closer (2005)[5]
- Only Everything (2009)
- Time And The River (2015)

### DVD
- Legends: Live at Montreux 1997 (Publicado: 2005)
- The Legends of Jazz: Showcase (Publicado: 2006)[5]

## Filmografía

### Actor/Invitado
- The Wizard of Oz in Concert: Dreams Come True (1995)
Miembro de casting en el musical de TV.
- Scrooged (1988)
Tocó como músico callejero
- Sunday Night (1988)
Era el invitado de este show musical (más tarde conocido como Michelob Presents Night Music)  Ver: http://www.youtube.com/watch?v=5Y3yBhX0dhc
- Magnum P.I. (1986)
Fue saxofonista invitado en el episodio L.A.
- Stelle Sulla Citta (1983)[6]

### Propia
- Eric Clapton & Friends in Concert (1999)
- Burt Bacharach: One Amazing Night (1995)
Representó Wives and Lovers en este especial de TV.
- The Kennedys Center Honors: A Celebration of the Performing Arts (1996)
- Forget Paris (1995)
- Celebration: The Music of Pete Townshend and The Who (1994)
- Michael Kamen: Concert for Saxophone (1991)
- Benny Carter: Symphony in Riffs (1989)
- One Trick Pony (1980)
- The David Letterman Show

•	29 de octubre de 1993 
•	15 de octubre de 1993 
•	21 de septiembre de 1993 
•	10 de septiembre de 1993 
•	22 de diciembre de 1988 
•	10 de noviembre de 1988 
•	25 de diciembre de 1987 
•	7 de octubre de 1987 
•	22 de mayo de 1986 
- Saturday Night Live (15 de marzo de 1980)[6]

### Compositor
- Lethal Weapon 4 (1998)
- Lethal Weapon 3 (1992)
- Lethal Weapon 2 (1989)
- Psycho III (1986)
- Finnegan Begin Again (1985)
- Stelle Sulla Citta (1983)
- Moment to Moment (1975)[6]

### Intérprete
- Forget Paris (1995)
- Tequila Sunrise (1988)
- Psycho III (1986)
- Murphy's Romance (1985)
- Saturday Night Live (1975)[6]